# 台灣行進曲
〈台灣行進曲〉（日语：〔〕／ Taiwan Kōshinkyoku）是台灣日治時代昭和13年（1938年），臺灣總督府在台灣公開徵選的歌曲。作詞者是三栗谷櫻，作曲者是陳炎興。

## 概要
此曲仿效日本內地〈愛國行進曲〉模式，先選出歌詞，再配合歌詞募集歌曲。結果詞由住在嘉義大林的日本內地人三栗谷櫻入選，曲由竹南郡出身的陳炎興入選。陳炎興是作家陳映真之父，當時服務於竹南郡役所。
此曲之後有古倫美亞、勝利、泰平、Polydor及國王5家唱片公司分別出版專輯唱片。

## 脚注
1. ↑  台灣行進曲[永久]

## 外部連結
- ［台灣行進曲］歌詞[永久]